# Grote Prijs Stad Halle 2024
1-й выпуск  Grote Prijs Stad Halle — шоссейной однодневной велогонки по дорогам в Бельгии. Гонка прошла 8 сентября 2024 года в рамках Европейского тура UCI 2024. Победу одержал итальянский велогонщик Федерико Савино.

## Участники
| UCI ProTeam- TDT-Unibet UCI Continental Teams (11)- Soudal Quick-Step Devo Team - Tarteletto-Isorex - Wanty-Re Uz-Technord - Uno-X Mobility Development Team - Israel Premier Tech Academy - Tudor Pro Cycling Team U23 - Bingoal WB Devo Team - Novapor Speedbike - Myvelo Pro Cycling Team - Team Felt Felbermayr - Team Skyline UCI Cyclocross Team- Pauwels Sauzen-Bingoal Любительские, клубные или региональные команды (12)- Basso Team Flanders - Mini Discar Cycling Team - Urbano-Vulsteke Cycling Team - Entente cycliste de Wallonie - CeramicSpeed Herning CK Elite - Óbidos Cycling Team - VDM-Trawobo Cycling Team - Gaverzicht-BE Okay-Van Mossel - Brussels Cycling Team - IBT-Tripeak - Sn Vitae Bim Bam Coaching RT - DRC de Mol |
| |

## Маршрут
Трасса длиной 174,3 километра состояла из нескольких кругов общей протяжённостью примерно 25 километров. На пути гонщикам предстояло преодолеть два сложных холма — Брунепут и Солленберг.

## Ход гонки
Более чем за два часа до финиша уехали молодой Халвор Долвен (работает в команде Uno-X Mobility, но также стажируется в Intermarché-Wanty), опытный экс-профессионал Джанни Маршан и молодой Том Портсмут из Bingoal-WB. Позже в отрыв дня вошли Федерико Савино (Soudal-Quick-Step Development), Симоне Гуальди (Wanty-ReUz-Technord) и Эмануэль Зангерле (Felt-Felbermayr). Во время пятого из семи восхождений на Брунепут Савино пошёл в отрыв. Соотечественник Гуальди смог присоединиться к нему после множества попыток догнать. Третье догнавшим стал Зангерле. При звуке колокола за 25 километров до финиша между Гуальди — Савино — Зангерле и Долвеном — Маршаном — Портсмутом оставалось полминуты. К тому времени пелотон уже не проявлял активности, хотя Ларс Ванден Хиде и перспективный чемпион Европы Хенрик Педерсен не хотели с этим смиряться.
Савино, победитель в апреле третьего этапа Круга Арденн во Франции, отправился в атаку с австрийцем Зангерле, а затем в спринте победил его. Ванден Хиде занял третье место, в свою очередь, обогнав Симоне Гуальди (четвертое место).

## Результаты
| \| Генеральная классификация \| Генеральная классификация \| Генеральная классификация \| Генеральная классификация \| Генеральная классификация \| \| Гонщик \| Гонщик \| Команда \| Время \| \| \| ------------------------- \| ------------------------- \| --------------------------- \| ------------------------- \| ------------------------- \| \| 1-й \| Федерико Савино \| Soudal Quick-Step Devo Team \| 4ч 07' 48 \| \| \| 2-й \| Emanuel Zangerle \| Felt Felbermayr \| + 0 \| \| \| 3-й \| Lars Vanden Heede \| Soudal Quick-Step Devo Team \| + 4 \| \| |                   |                             |           |
| |                   |                             |           |
| Источник: ProCyclingStats |                   |                             |           |
| Генеральная классификация |                   |                             |           |
| Гонщик | Гонщик            | Команда                     | Время     |
| 1-й | Федерико Савино   | Soudal Quick-Step Devo Team | 4ч 07' 48 |
| 2-й | Emanuel Zangerle  | Felt Felbermayr             | + 0       |
| 3-й | Lars Vanden Heede | Soudal Quick-Step Devo Team | + 4       |